# 5137 Frevert
5137 Frevert este un asteroid din centura principală de asteroizi.

## Descriere
5137 Frevert este un asteroid din centura principală de asteroizi. A fost descoperit pe 8 noiembrie 1990 la Chions de Johann Martin Baur. El prezintă o orbită caracterizată de o semiaxă mare de 2,56 ua, o excentricitate de 0,07 și o înclinație de 14,2° în raport cu ecliptica.